# Vingt-septième district congressionnel de l'État de New York
Le 27e district congressionnel de New York était un district situé dans l'ouest de l'État de New York. Il comprenait la totalité des comtés d'Orléans, Genesee, Wyoming et Livingston ainsi que des parties des comtés d'Érié, Monroe, Niagara et Ontario. Le district contenait la plupart des banlieues est et sud de Buffalo, la plupart des banlieues sud de Rochester, ainsi que de vastes zones rurales à l'est et au sud. Le siège a été occupé pour la dernière fois par le Républicain Chris Jacobs, qui a remporté une élection spéciale le 23 juin 2020,. Auparavant, il était vacant depuis le 1er octobre 2019, lorsque le Représentant Républicain sortant Chris Collins a démissionné après avoir plaidé coupable à des accusations de délit d'initié.
C'était le district le plus Républicain de l'État, Donald Trump l'ayant remporté par 24,5 points en 2016. C'était également l'un des districts les plus conservateurs du nord-est des États-Unis, avec une tendance plus républicaine que n'importe quel district de la Nouvelle-Angleterre ou du New Jersey.

## Histoire
Le précurseur du district était le siège du Comté central d'Erie, numéroté 30e district dans les années 1990. Dans les années 1980, cette zone faisait partie du 33e district. Dans les années 1970, il était numéroté 37e district, bien que certaines zones suburbaines se trouvaient dans le 38e district (plus tard le 31e). Aucun de ces districts n'incluait la région de Jamestown, qui avait toujours été dans le district sud (maintenant le 29e district) sur les cartes antérieures. Le 27e district couvrait la zone qui fait désormais partie du 26e district dans les années 1990 et la région de Syracuse (aujourd'hui le 25e district) dans les années 1980. C'était le siège du Southern Tier, désormais numéroté 22e dans les années 1970. Dans les années 1960, ce district se trouvait dans la basse vallée de l'Hudson et couvrait aujourd'hui la zone du 19e district.
Le district est devenu obsolète à la suite du recensement américain de 2020. À la suite du processus de redécoupage après le recensement de 2020, il ne restait plus que 89 personnes à New York pour conserver son 27e district congressionnel. Le 435e siège est allé au Minnesota. Le district a été éliminé après les élections de mi-mandat de 2022.

## Historique de vote
| Année | Poste     | Résultats               |
| ----- | --------- | ----------------------- |
| 1992  | Président | Bush 42,0 % – 33,0 %    |
| 1996  | Président | Clinton 43,0 % – 43,0 % |
| 2000  | Président | Gore 53,0 % – 41,0 %    |
| 2004  | Président | Kerry 53,0 % – 45,0 %   |
| 2008  | Président | Obama 54,0 % – 44,0 %   |
| 2012  | Président | Romney 55,0 % – 43,0 %  |
| 2016  | Président | Trump 59,0 % – 35,0 %   |
| 2020  | Président | Trump 57,0 % – 41,0 %   |

## Liste des Représentants du district
| Membre                              | Parti                 | Années                             | Congrès     | Histoire électorale                                                                                             | Zone géographique                                                                                |
| ----------------------------------- | --------------------- | ---------------------------------- | ----------- | --- | ------------------------------------------------------------------------------------------------ |
| District établit le 4 mars 1823     |                       |                                    |             | |                                                                                                  |
| Moses Hayden (en)                   | Républicain-Démocrate | 4 mars 1823 - 3 mars 1825          | 18e , 19e   | Élu en 1822. Réélu en 1824.                                                                                     | 1823–1833                                                                                        |
| Moses Hayden (en)                   | Anti-Jacksonien       | 4 mars 1825 - 3 mars 1827          | 18e , 19e   | Élu en 1822. Réélu en 1824.                                                                                     | 1823–1833                                                                                        |
| Daniel D. Barnard (en)              | Anti-Jacksonien       | 4 mars 1827 - 3 mars 1829          | 20e         | Élu en 1826. Perd sa réélection.                                                                                | 1823–1833                                                                                        |
| Timothy Childs (en)                 | Anti-maçonnique       | 4 mars 1829 - 3 mars 1831          | 21e         | Élu en 1828. | 1823–1833                                                                                        |
| Frederick Whittlesey (en)           | Anti-maçonnique       | 4 mars 1831 - 3 mars 1833          | 22e         | Élu en 1830. Redécoupage vers le 28e district.                                                                  | 1823–1833                                                                                        |
| Edward Howell (en)                  | Jacksonien (en)       | 4 mars 1833 - 3 mars 1835          | 23e         | Élu en 1832. | 1833–1843                                                                                        |
| Joshua Lee (en)                     | Jacksonien (en)       | 4 mars 1835 - 3 mars 1837          | 24e         | Élu en 1834. | 1833–1843                                                                                        |
| John T. Andrews (en)                | Démocrate             | 4 mars 1837 - 3 mars 1839          | 25e         | Élu en 1836. | 1833–1843                                                                                        |
| Meredith Mallory (en)               | Démocrate             | 4 mars 1839 - 3 mars 1841          | 26e         | Élu en 1838. | 1833–1843                                                                                        |
| William M. Oliver (en)              | Démocrate             | 4 mars 1841 - 3 mars 1843          | 27e         | Élu en 1840. | 1833–1843                                                                                        |
| Byram Green (en)                    | Démocrate             | 4 mars 1843 - 3 mars 1845          | 28e         | Élu en 1842. | 1843–1853                                                                                        |
| John De Mott (en)                   | Démocrate             | 4 mars 1845 - 3 mars 1847          | 29e         | Élu en 1844. | 1843–1853                                                                                        |
| John M. Holley (en)                 | Whig                  | 4 mars 1847 - 3 mars 1848          | 30e         | Élu en 1846. Décès.                                                                                             | 1843–1853                                                                                        |
| Vacant                              | Vacant                | 8 mars 1848 - 7 novembre 1848      | 30e         | | 1843–1853                                                                                        |
| Esbon Blackmar (en)                 | Whig                  | 7 novembre 1848 - 3 mars 1849      | 30e         | Élu pour terminer le mandat d'Holley.                                                                           | 1843–1853                                                                                        |
| William A. Sackett (en)             | Whig                  | 4 mars 1849 - 3 mars 1853          | 31e , 32e   | Élu en 1848. Réélu en 1850.                                                                                     | 1843–1853                                                                                        |
| John J. Taylor (en)                 | Démocrate             | 4 mars 1853 - 3 mars 1855          | 33e         | Élu en 1852. | 1853–1863                                                                                        |
| John Mason Parker (en)              | Opposition Party (en) | 4 mars 1855 - 3 mars 1857          | 34e , 35e   | Élu en 1854. Réélu en 1856.                                                                                     | 1853–1863                                                                                        |
| John Mason Parker (en)              | Républicain           | 4 mars 1857 - 3 mars 1859          | 34e , 35e   | Élu en 1854. Réélu en 1856.                                                                                     | 1853–1863                                                                                        |
| Alfred Wells (en)                   | Républicain           | 4 mars 1859 - 3 mars 1861          | 36e         | Élu en 1858. | 1853–1863                                                                                        |
| Alexander S. Diven (en)             | Républicain           | 4 mars 1861 - 3 mars 1863          | 37e         | Élu en 1860. | 1853–1863                                                                                        |
| Robert B. Van Walkenburgh (en)      | Républicain           | 4 mars 1863 - 3 mars 1865          | 38e         | Redécoupage depuis le 28e district et réélu en 1862.                                                            | 1863–1873                                                                                        |
| Hamilton Ward (en)                  | Républicain           | 4 mars 1865 - 3 mars 1871          | 39e - 41e   | Élu en 1864. Réélu en 1866. Réélu en 1868.                                                                      | 1863–1873                                                                                        |
| Horace B. Smith (en)                | Républicain           | 4 mars 1871 - 3 mars 1873          | 42e         | Élu en 1870. Redécoupage vers le 28e district.                                                                  | 1863–1873                                                                                        |
| Thomas C. Platt                     | Républicain           | 4 mars 1873 - 3 mars 1875          | 43e         | Élu en 1872. Redécoupage vers le 28e district.                                                                  | 1873–1883                                                                                        |
| Elbridge G. Lapham (en)             | Républicain           | 4 mars 1875 - 29 juillet 1881      | 44e - 47e   | Élu en 1874. Réélu en 1876. Réélu en 1878. Réélu en 1880. Démissionne lorsqu'élu Sénateur des États-Unis.       | 1873–1883                                                                                        |
| Vacant                              | Vacant                | 30 juillet 1881 - 7 novembre 1881  | 47e         | | 1873–1883                                                                                        |
| James W. Wasdworth (en)             | Républicain           | 7 novembre 1881 - 3 mars 1885      | 47e , 48e   | Élu pour terminer le mandat de Lapham. Réélu en 1882.                                                           | 1873–1883                                                                                        |
| James W. Wasdworth (en)             | Républicain           | 7 novembre 1881 - 3 mars 1885      | 47e , 48e   | Élu pour terminer le mandat de Lapham. Réélu en 1882.                                                           | 1883–1893                                                                                        |
| Sereno E. Payne (en)                | Républicain           | 4 mars 1885 - 3 mars 1887          | 49e         | Redécoupage depuis le 26e district et réélu en 1884.                                                            |                                                                                                  |
| Newton W. Nutting (en)              | Républicain           | 4 mars 1887 - 15 octobre 1889      | 50e , 51e   | Élu en 1886. Réélu en 1888. Décès.                                                                              |                                                                                                  |
| Vacant                              | Vacant                | 16 octobre 1889 - 2 décembre 1889  | 51e         | |                                                                                                  |
| Sereno E. Payne (en)                | Républicain           | 2 décembre 1889 - 3 mars 1893      | 51e , 52e   | Élu pour terminer le mandat de Nutting. Réélu en 1890. Redécoupage vers le 28e district.                        |                                                                                                  |
| James J. Belden (en)                | Républicain           | 4 mars 1893 - 3 mars 1895          | 53e         | Redécoupage depuis le 25e district et réélu en 1892.                                                            | 1893–1903                                                                                        |
| Theodore L. Poole (en)              | Républicain           | 4 mars 1895 - 3 mars 1897          | 54e         | Élu en 1894. | 1893–1903                                                                                        |
| James J. Belden (en)                | Républicain           | 4 mars 1897 - 3 mars 1899          | 55e         | Élu en 1896. | 1893–1903                                                                                        |
| Michael E. Driscoll (en)            | Républicain           | 4 mars 1899 - 3 mars 1903          | 56e , 57e   | Élu en 1898. Réélu en 1900. Redécoupage vers le 29e district.                                                   | 1893–1903                                                                                        |
| James S. Sherman                    | Républicain           | 4 mars 1903 - 3 mars 1909          | 58e - 60e   | Redécoupage vers le 25e district et réélu en 1902. Réélu en 1904. Réélu en 1906.                                | 1903–1913                                                                                        |
| Charles S. Millington (en)          | Républicain           | 4 mars 1909 - 3 mars 1911          | 61e         | Élu en 1908. | 1903–1913                                                                                        |
| Charles A. Talcott (en)             | Démocrate             | 4 mars 1911 - 3 mars 1913          | 62e         | Élu en 1910. Redécoupage vers le 33e district.                                                                  | 1903–1913                                                                                        |
| George McClellan (en)               | Démocrate             | 4 mars 1913 - 3 mars 1915          | 63e         | Élu en 1912. Perd sa réélection.                                                                                | 1913–1945 Comtés de Columbia, Greene, Schoharie, Sullivan, Ulster                                |
| Charles B. Ward (en)                | Républicain           | 4 mars 1915 - 3 mars 1925          | 64e - 68e   | Élu en 1914. Réélu en 1916. Réélu en 1918. Réélu en 1920. Réélu en 1922. Retrait.                               | 1913–1945 Comtés de Columbia, Greene, Schoharie, Sullivan, Ulster                                |
| Harcourt J. Pratt (en)              | Républicain           | 4 mars 1925 - 3 mars 1933          | 69e - 72e   | Élu en 1924. Réélu en 1926. Réélu en 1928. Réélu en 1930. Retrait.                                              | 1913–1945 Comtés de Columbia, Greene, Schoharie, Sullivan, Ulster                                |
| Philip A. Goodwin (en)              | Républicain           | 4 mars 1933 - 6 juin 1937          | 73e - 75e   | Élu en 1932. Réélu en 1934. Réélu en 1936. Décès.                                                               | 1913–1945 Comtés de Columbia, Greene, Schoharie, Sullivan, Ulster                                |
| Vacant                              | Vacant                | 7 juin 1937 - 1er novembre 1937    | 75e         | | 1913–1945 Comtés de Columbia, Greene, Schoharie, Sullivan, Ulster                                |
| Lewis K. Rockefeller (en)           | Républicain           | 2 novembre 1937 - 3 janvier 1943   | 75e - 77e   | Élu pour terminer le mandat de Goodwin. Réélu en 1938. Réélu en 1940. Retrait.                                  | 1913–1945 Comtés de Columbia, Greene, Schoharie, Sullivan, Ulster                                |
| Jay LeFrevre (en)                   | Républicain           | 3 janvier 1943 - 3 janvier 1945    | 78e         | Élu en 1942. Redécoupage vers le 30e district.                                                                  | 1913–1945 Comtés de Columbia, Greene, Schoharie, Sullivan, Ulster                                |
| Ralph W. Gwinn (en)                 | Républicain           | 3 janvier 1945 - 3 janvier 1959    | 79e - 85e   | Élu en 1944. Réélu en 1946. Réélu en 1948. Réélu en 1950. Réélu en 1952. Réélu en 1954. Réélu en 1956. Retrait. | 1945–1963 Putnam et parties de Westchester                                                       |
| Robert R. Barry (en)                | Républicain           | 3 janvier 1959 - 3 janvier 1963    | 86e , 87e   | Élu en 1958. Réélu en 1960. Redécoupage vers le 25e district.                                                   | 1945–1963 Putnam et parties de Westchester                                                       |
| Katharine St. George (en)           | Républicain           | 3 janvier 1963 - 3 janvier 1965    | 88e         | Redécoupage depuis le 28e district et réélue en 1962. Perd sa réélection.                                       | 1963–1971 Delaware, Orange, Rockland et Sullivan                                                 |
| John G. Dow (en)                    | Démocrate             | 3 janvier 1965 - 3 janvier 1969    | 89e , 90e   | Élu en 1964. Réélu en 1966. Perd sa réélection.                                                                 | 1963–1971 Delaware, Orange, Rockland et Sullivan                                                 |
| Martin B. McKneally (en)            | Républicain           | 3 janvier 1969 - 3 janvier 1971    | 91e         | Élu en 1968. Perd sa réélection.                                                                                | 1963–1971 Delaware, Orange, Rockland et Sullivan                                                 |
| John G. Dow (en)                    | Démocrate             | 3 janvier 1971 - 3 janvier 1973    | 92e         | Élu en 1970. Redécoupage vers le 26e district et perd sa réélection.                                            | 1971–1973 Orange, Putnam ; parties de Dutchess, Rockland et Sullivan                             |
| Howard W. Robison (en)              | Républicain           | 3 janvier 1973 - 3 janvier 1975    | 93e         | Redécoupage depuis le 33e district et réélu en 1972. Retrait.                                                   | 1973–1983 Broome, Sullivan, Tioga ; parties de Chemung, Delaware, Tompkins et Ulster             |
| Matthew F. McHugh (en)              | Démocrate             | 3 janvier 1975 - 3 janvier 1983    | 94e - 97e   | Élu en 1974. Réélu en 1976. Réélu en 1978. Réélu en 1980. Redécoupage vers le 28e district.                     | 1973–1983 Broome, Sullivan, Tioga ; parties de Chemung, Delaware, Tompkins et Ulster             |
| George C. Wortley (en)              | Républicain           | 3 janvier 1983 - 3 janvier 1989    | 98e - 100e  | Redécoupage depuis le 32e district et réélu en 1982. Réélu en 1984. Réélu en 1986. Retrait.                     | 1983–1993 Onondaga ; parties de Madison                                                          |
| James T. Walsh (en)                 | Républicain           | 3 janvier 1989 - 3 janvier 1993    | 101e , 102e | Élu en 1988. Réélu en 1990. Redécoupage vers le 25e district.                                                   | 1983–1993 Onondaga ; parties de Madison                                                          |
| Bill Paxon (en)                     | Républicain           | 3 janvier 1993 - 3 janvier 1999    | 103e - 105e | Redécoupage depuis le 31e district et réélu en 1992. Réélu en 1994. Réélu en 1996. Retrait.                     | 1993–2003 Genesee, Livingston, Ontario, Wayne, Wyoming ; parties de Cayuga, Érié, Monroe, Seneca |
| Thomas M. Reynolds (en)             | Républicain           | 3 janvier 1999 - 3 janvier 2003    | 106e , 107e | Élu en 1998. Réélu en 2000. Redécoupage vers le 26e district.                                                   | 1993–2003 Genesee, Livingston, Ontario, Wayne, Wyoming ; parties de Cayuga, Érié, Monroe, Seneca |
| Jack Quinn (en)                     | Républicain           | 3 janvier 2003 - 3 janvier 2005    | 108e        | Redécoupage depuis le 30e district et réélu en 2002. Retrait.                                                   | 2003–2013 Chautauqua ; parties d'Érié                                                            |
| Brian Higgins                       | Démocrate             | 3 janvier 2005 - 3 janvier 2013    | 109e - 112e | Élu en 2004. Réélu en 2006. Réélu en 2008. Réélu en 2010. Redécoupage vers le 26e district.                     | 2003–2013 Chautauqua ; parties d'Érié                                                            |
| Chris Collins                       | Républicain           | 3 janvier 2013 - 1er octobre 2019  | 113e - 116e | Élu en 2012. Réélu en 2014. Réélu en 2016. Réélu en 2018. Démissionne.                                          | 2013–2023 Orleans, Genesee, Wyoming, Livingston ; parties d'Érié, Monroe, Niagara et Ontario     |
| Vacant                              | Vacant                | 1er octobre 2019 - 21 juillet 2020 | 116e        | | 2013–2023 Orleans, Genesee, Wyoming, Livingston ; parties d'Érié, Monroe, Niagara et Ontario     |
| Chris Jacobs                        | Républicain           | 21 juillet 2020 - 3 janvier 2023   | 116e , 117e | Élu pour terminer le mandat de Collins. Réélu en 2020. Redécoupage vers le 23e et retrait.                      | 2013–2023 Orleans, Genesee, Wyoming, Livingston ; parties d'Érié, Monroe, Niagara et Ontario     |
| District supprimé le 3 janvier 2023 |                       |                                    |             | |                                                                                                  |

## Résultats des récentes élections
Voici les résultats des dix précédents cycles électoraux dans le district.

### 2002
| Élection de 2002 du 27e district congressionnel de New York | Élection de 2002 du 27e district congressionnel de New York | Élection de 2002 du 27e district congressionnel de New York | Élection de 2002 du 27e district congressionnel de New York | Élection de 2002 du 27e district congressionnel de New York |
| ----------------------------------------------------------- | ----------------------------------------------------------- | ----------------------------------------------------------- | ----------------------------------------------------------- | ----------------------------------------------------------- |
| Parti                                                       | Parti                                                       | Candidat                                                    | Votes                                                       | %                                                           |
|                                                             | Républicain                                                 | Jack Quinn (en)                                             | 120 117                                                     | 69,1                                                        |
|                                                             | Démocrate                                                   | Peter Crotty                                                | 47 811                                                      | 27,5                                                        |
|                                                             | Indépendant                                                 | Thomas Casey                                                | 3 586                                                       | 2,1                                                         |
|                                                             | Vert                                                        | Albert N. LaBruna                                           | 2 405                                                       | 1,4                                                         |
| Total des votes                                             | Total des votes                                             | Total des votes                                             | 173 919                                                     | 100 %                                                       |
|                                                             | Les Républicains conservent                                 |                                                             |                                                             |                                                             |

### 2004
| Élection de 2004 du 27e district congressionnel de New York | Élection de 2004 du 27e district congressionnel de New York | Élection de 2004 du 27e district congressionnel de New York | Élection de 2004 du 27e district congressionnel de New York | Élection de 2004 du 27e district congressionnel de New York |
| ----------------------------------------------------------- | ----------------------------------------------------------- | ----------------------------------------------------------- | ----------------------------------------------------------- | ----------------------------------------------------------- |
| Parti                                                       | Parti                                                       | Candidat                                                    | Votes                                                       | %                                                           |
|                                                             | Démocrate                                                   | Brian Higgins                                               | 143 332                                                     | 50,7                                                        |
|                                                             | Républicain                                                 | Nancy A. Naples                                             | 139 558                                                     | 49,3                                                        |
| Total des votes                                             | Total des votes                                             | Total des votes                                             | 282 890                                                     | 100 %                                                       |
|                                                             | Les Démocrates prennent aux Républicains                    |                                                             |                                                             |                                                             |

### 2006
| Élection de 2006 du 27e district congressionnel de New York | Élection de 2006 du 27e district congressionnel de New York | Élection de 2006 du 27e district congressionnel de New York | Élection de 2006 du 27e district congressionnel de New York | Élection de 2006 du 27e district congressionnel de New York |
| ----------------------------------------------------------- | ----------------------------------------------------------- | ----------------------------------------------------------- | ----------------------------------------------------------- | ----------------------------------------------------------- |
| Parti                                                       | Parti                                                       | Candidat                                                    | Votes                                                       | %                                                           |
|                                                             | Démocrate                                                   | Brian Higgins (sortant)                                     | 140 027                                                     | 79,3                                                        |
|                                                             | Républicain                                                 | Michael J. McHale                                           | 36 614                                                      | 20,7                                                        |
| Total des votes                                             | Total des votes                                             | Total des votes                                             | 176 641                                                     | 100 %                                                       |
|                                                             | Les Démocrates conservent                                   |                                                             |                                                             |                                                             |

### 2008
| Élection de 2008 du 27e district congressionnel de New York | Élection de 2008 du 27e district congressionnel de New York | Élection de 2008 du 27e district congressionnel de New York | Élection de 2008 du 27e district congressionnel de New York | Élection de 2008 du 27e district congressionnel de New York |
| ----------------------------------------------------------- | ----------------------------------------------------------- | ----------------------------------------------------------- | ----------------------------------------------------------- | ----------------------------------------------------------- |
| Parti                                                       | Parti                                                       | Candidat                                                    | Votes                                                       | %                                                           |
|                                                             | Démocrate                                                   | Brian Higgins (sortant)                                     | 185 713                                                     | 74,4                                                        |
|                                                             | Républicain                                                 | Daniel J. Humiston                                          | 56 354                                                      | 22,6                                                        |
|                                                             | Conservateur (en)                                           | Harold W. Schroeder                                         | 7 478                                                       | 3,0                                                         |
| Total des votes                                             | Total des votes                                             | Total des votes                                             | 249 545                                                     | 100 %                                                       |
|                                                             | Les Démocrates conservent                                   |                                                             |                                                             |                                                             |

### 2010
| Élection de 2010 du 27e district congressionnel de New York | Élection de 2010 du 27e district congressionnel de New York | Élection de 2010 du 27e district congressionnel de New York | Élection de 2010 du 27e district congressionnel de New York | Élection de 2010 du 27e district congressionnel de New York |
| ----------------------------------------------------------- | ----------------------------------------------------------- | ----------------------------------------------------------- | ----------------------------------------------------------- | ----------------------------------------------------------- |
| Parti                                                       | Parti                                                       | Candidat                                                    | Votes                                                       | %                                                           |
|                                                             | Démocrate                                                   | Brian Higgins (sortant)                                     | 119 085                                                     | 60,9                                                        |
|                                                             | Républicain                                                 | Leonard A. Roberto                                          | 76 320                                                      | 39,1                                                        |
| Total des votes                                             | Total des votes                                             | Total des votes                                             | 195 405                                                     | 100 %                                                       |
|                                                             | Les Démocrates conservent                                   |                                                             |                                                             |                                                             |

### 2012
| Élection de 2012 du 27e district congressionnel de New York | Élection de 2012 du 27e district congressionnel de New York | Élection de 2012 du 27e district congressionnel de New York | Élection de 2012 du 27e district congressionnel de New York | Élection de 2012 du 27e district congressionnel de New York |
| ----------------------------------------------------------- | ----------------------------------------------------------- | ----------------------------------------------------------- | ----------------------------------------------------------- | ----------------------------------------------------------- |
| Parti                                                       | Parti                                                       | Candidat                                                    | Votes                                                       | %                                                           |
|                                                             | Républicain                                                 | Chris Collins                                               | 161 220                                                     | 50,8                                                        |
|                                                             | Démocrate                                                   | Katy Hochul                                                 | 138 335                                                     | 48,70                                                       |
| Total des votes                                             | Total des votes                                             | Total des votes                                             | 317 439                                                     | 100 %                                                       |
|                                                             | Les Républicains prennent aux Démocrates                    |                                                             |                                                             |                                                             |

### 2014
| Élection de 2014 du 27e district congressionnel de New York | Élection de 2014 du 27e district congressionnel de New York | Élection de 2014 du 27e district congressionnel de New York | Élection de 2014 du 27e district congressionnel de New York | Élection de 2014 du 27e district congressionnel de New York |
| ----------------------------------------------------------- | ----------------------------------------------------------- | ----------------------------------------------------------- | ----------------------------------------------------------- | ----------------------------------------------------------- |
| Parti                                                       | Parti                                                       | Candidat                                                    | Votes                                                       | %                                                           |
|                                                             | Républicain                                                 | Chris Collins (sortant)                                     | 144 675                                                     | 71,1                                                        |
|                                                             | Démocrate                                                   | Jim O'Donnell                                               | 58 911                                                      | 28,9                                                        |
| Total des votes                                             | Total des votes                                             | Total des votes                                             | 203 586                                                     | 100 %                                                       |
|                                                             | Les Républicains conservent                                 |                                                             |                                                             |                                                             |

### 2016
| Élection de 2016 du 27e district congressionnel de New York | Élection de 2016 du 27e district congressionnel de New York | Élection de 2016 du 27e district congressionnel de New York | Élection de 2016 du 27e district congressionnel de New York | Élection de 2016 du 27e district congressionnel de New York |
| ----------------------------------------------------------- | ----------------------------------------------------------- | ----------------------------------------------------------- | ----------------------------------------------------------- | ----------------------------------------------------------- |
| Parti                                                       | Parti                                                       | Candidat                                                    | Votes                                                       | %                                                           |
|                                                             | Républicain                                                 | Chris Collins (sortant)                                     | 220 885                                                     | 67,2                                                        |
|                                                             | Démocrate                                                   | Diana Kastenbaum                                            | 107 832                                                     | 32,8                                                        |
| Total des votes                                             | Total des votes                                             | Total des votes                                             | 328 717                                                     | 100 %                                                       |
|                                                             | Les Républicains conservent                                 |                                                             |                                                             |                                                             |

### 2018
| Élection de 2018 du 27e district congressionnel de New York | Élection de 2018 du 27e district congressionnel de New York | Élection de 2018 du 27e district congressionnel de New York | Élection de 2018 du 27e district congressionnel de New York | Élection de 2018 du 27e district congressionnel de New York |
| ----------------------------------------------------------- | ----------------------------------------------------------- | ----------------------------------------------------------- | ----------------------------------------------------------- | ----------------------------------------------------------- |
| Parti                                                       | Parti                                                       | Candidat                                                    | Votes                                                       | %                                                           |
|                                                             | Républicain                                                 | Chris Collins (sortant)                                     | 140 146                                                     | 49,1                                                        |
|                                                             | Démocrate                                                   | Nate McMurray                                               | 139 059                                                     | 48,8                                                        |
|                                                             | Réforme                                                     | Larry Piegza                                                | 5 973                                                       | 2,1                                                         |
| Total des votes                                             | Total des votes                                             | Total des votes                                             | 285 178                                                     | 100 %                                                       |
|                                                             | Les Républicains conservent                                 |                                                             |                                                             |                                                             |

### 2020 (Spéciale)
| Élection Spéciale de 2020 du 27e district congressionnel de New York | Élection Spéciale de 2020 du 27e district congressionnel de New York | Élection Spéciale de 2020 du 27e district congressionnel de New York | Élection Spéciale de 2020 du 27e district congressionnel de New York | Élection Spéciale de 2020 du 27e district congressionnel de New York |
| -------------------------------------------------------------------- | -------------------------------------------------------------------- | -------------------------------------------------------------------- | -------------------------------------------------------------------- | -------------------------------------------------------------------- |
| Parti                                                                | Parti                                                                | Candidat                                                             | Votes                                                                | %                                                                    |
|                                                                      | Républicain                                                          | Chris Jacobs                                                         | 81 036                                                               | 51,8                                                                 |
|                                                                      | Démocrate                                                            | Nathan McMurray                                                      | 72 787                                                               | 46,5                                                                 |
|                                                                      | Libertarien                                                          | Duane Whitmer                                                        | 1 498                                                                | 1,0                                                                  |
|                                                                      | Vert                                                                 | Michael Gammariello                                                  | 1 043                                                                | 0,7                                                                  |
| Total des votes                                                      | Total des votes                                                      | Total des votes                                                      | 156 364                                                              | 100 %                                                                |
|                                                                      | Les Républicains conservent                                          |                                                                      |                                                                      |                                                                      |

### 2020 (Régulière)
| Élection de 2020 du 27e district congressionnel de New York | Élection de 2020 du 27e district congressionnel de New York | Élection de 2020 du 27e district congressionnel de New York | Élection de 2020 du 27e district congressionnel de New York | Élection de 2020 du 27e district congressionnel de New York |
| ----------------------------------------------------------- | ----------------------------------------------------------- | ----------------------------------------------------------- | ----------------------------------------------------------- | ----------------------------------------------------------- |
| Parti                                                       | Parti                                                       | Candidat                                                    | Votes                                                       | %                                                           |
|                                                             | Républicain                                                 | Chris Jacobs (sortant)                                      | 229 044                                                     | 59,7                                                        |
|                                                             | Démocrate                                                   | Nathan McMurray                                             | 149 559                                                     | 39,0                                                        |
|                                                             | Libertarien                                                 | Duane Whitmer                                               | 4 884                                                       | 1,3                                                         |
| Total des votes                                             | Total des votes                                             | Total des votes                                             | 383 487                                                     | 100 %                                                       |
|                                                             | Les Républicains conservent                                 |                                                             |                                                             |                                                             |